# Kanon (Musik)

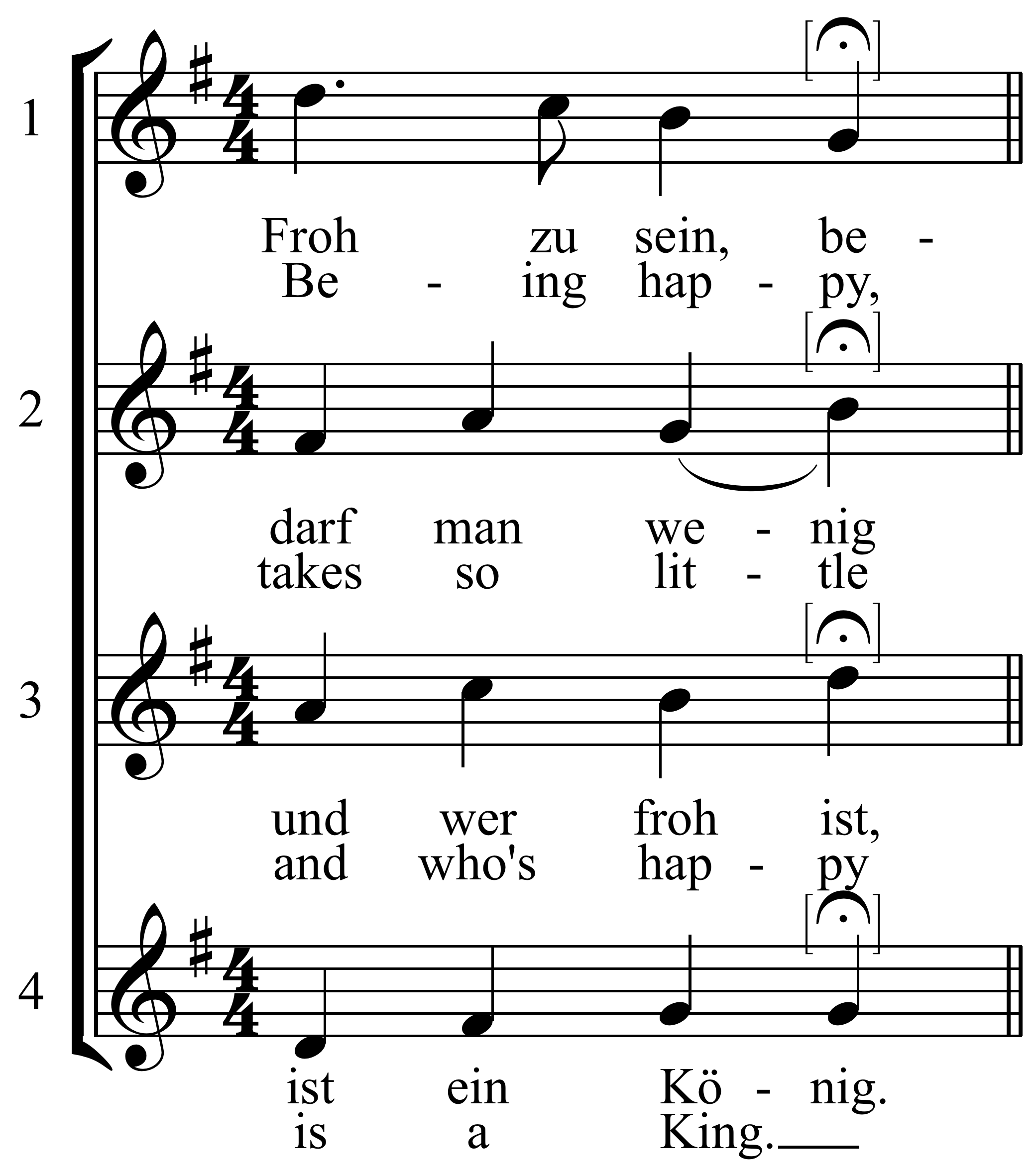
mini|Instrumentalmini|Gesungen

Unter Kanon (Plural: Kanons; griechisch für „Maßstab, Richtschnur, Regel“; Adjektiv: kanonisch) versteht man eine mehrstimmige Komposition, bei der eine Stimme nach der anderen einsetzt, wobei die erste Stimme – quasi als Richtschnur – von den anderen Stimmen exakt kopiert wird. Meist in der Prime bzw. Oktave verfolgen alle Stimmen dieselbe Melodie auf gleicher Tonhöhe, nur zeitlich zueinander versetzt. Es gibt jedoch auch Kanonkompositionen, bei denen die weiteren Stimmen im Terz-, Quart- oder Quintabstand folgen.

## Geschichte
Ursprünglich bedeutete der lateinische Terminus Canon in der mittelalterlichen Musiktheorie keine musikalische Gattung, sondern – ganz dem Wortsinn entsprechend – eine Anweisung. Solche Anweisungen dienten entweder dazu, Einzelstimmen von Kompositionen – eventuell transformiert – zu wiederholen oder auch weitere Stimmen aus ihnen kontrapunktisch abzuleiten. Der Kanon als Gattungsbegriff entwickelt sich erst im Laufe des 16. Jahrhunderts. Vorher existiert zumindest für den strengen Kanon der Terminus Fuga. Der erste überlieferte Kanon Sumer is icumen in stammt aus dem England des 13. Jahrhunderts. Höhepunkte der Kunstfertigkeit erreichte der Kanon in der Vokalpolyphonie der Niederländer im 15. und 16. Jahrhundert sowie in der Barockmusik, insbesondere bei Johann Sebastian Bach (z. B. Das Musikalische Opfer oder Goldberg-Variationen). Dabei wurde der Kanon zu dieser Zeit als Sonderfall (gebundene Fuge bzw. fuga ligata im Gegensatz zur freien Fuge bzw. fuga libera) der Fuge angesehen, die sich durch eine freiere Imitation der ersten Stimme auszeichnet. Wolfgang Amadeus Mozart und Joseph Haydn schrieben sehr kunstvolle Kanons. Ein Beispiel aus der Romantik sind die Franz Liszt gewidmeten und streng durchgeführten 15 Kanons im Cammerstyl op.1 für Klavier von Friedrich Kiel in verschiedenen Intervallen und teilweise mit Füllstimmen. Großer Beliebtheit erfreuen sich Kanons aller Arten heute in den Gesängen von Taizé.

## Notation

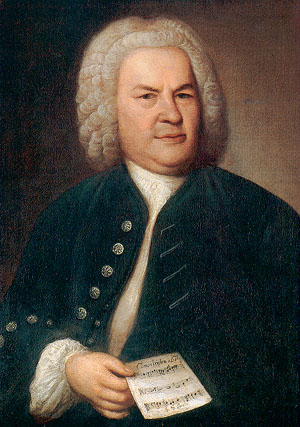
J. S. Bach 1747, mit 6-stimmigem Rätselkanon

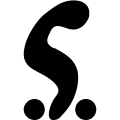
Kanonzeichen (Signum congruentiae)

Der allgemein bekannte strenge Kanon wird üblicherweise als einzelne Melodiezeile notiert; die Einsätze der nachfolgenden Stimmen werden an den betreffenden Stellen mit 1., 2., 3. usw. gekennzeichnet.
In früheren Jahrhunderten (z. B. bei Palestrina) wurde hierfür ein spezielles Kanonzeichen, das signum congruentiae, verwendet (siehe nebenstehendes Bild).

## Arten
- Die bekannteste und häufigste Form ist der strenge Kanon, bei dem die zwei oder mehr Stimmen identisch sind und lediglich zeitlich versetzt einsetzen. Eventuell können die Stimmen auf unterschiedlichen Tonstufen einsetzen. Neben dem endlichen Kanon gibt es auch Sätze, welche quasi unendlich wiederholt werden könnten. Man spricht hier von einem Ringkanon (englisch round). Moduliert die Melodie mit jedem weiteren Durchlauf in eine andere Tonart, handelt es sich um einen Spiralkanon.
- Ein Zirkelkanon wird in einem kreis- bzw. ringförmigen Notensystem notiert, um den endlosen Ablauf zu verdeutlichen. Dabei ist es möglich, dass die zweite Stimme in Gegenbewegung, also mit entgegengesetzter Leserichtung einzusetzen hat und/oder einen anderen Notenschlüssel vorgezeichnet bekommt.
- Erscheinen die Notenwerte einer abgeleiteten Stimme vergrößert bzw. verkleinert, so spricht man von einem Augmentations- bzw. Diminutionskanon. Diese Technik entwickelte sich aus den Möglichkeiten der Mensuralnotation, in welcher sich durch die Kombination verschiedener Mensurzeichen verschiedene Verhältnisse zwischen den Stimmen herstellen lassen. Hier nennt sich das Phänomen Mensur- oder Proportionskanon, wobei es sich nicht immer um eine rein proportionale Ableitung handeln muss, sondern bisweilen auch ausgenützt wird, dass Noten unter bestimmten Mensuren zwei- oder dreizeitig sein können. In der Regel enden die am langsamsten fortschreitenden Stimmen, sobald das gesamte musikalische Material der schnelleren Stimmen erklungen ist. Besonders bekannte Beispiele sind in der Renaissance das 2. Agnus Dei aus der Missa L’homme armé super voces musicales von Josquin Desprez sowie die Missa Prolationum von Johannes Ockeghem. Aber auch spätere Komponisten – so etwa J. S. Bach im Musikalischen Opfer – schrieben Proportionskanons. Ein modernes Beispiel ist Arvo Pärts Cantus in memory of Benjamin Britten aus dem Jahr 1977.
- Ein Krebskanon (oder Kreuzkanon) liegt vor, wenn eine Stimme die Melodie vorwärts, die andere Stimme sie rückwärts vorträgt.
- In einem Spiegelkanon (auch Inversions- oder Intervallumkehrungskanon genannt) erscheinen die Intervalle der notierten Stimme in der Ableitung gespiegelt. Das bedeutet, wenn die notierte Stimme z. B. einen Terzschritt nach oben macht, muss die abgeleitete Stimme einen solchen nach unten ausführen.
- Kombiniert man die beiden zuletzt genannten Techniken, so erhält man einen Spiegelkrebskanon. Bei der Notation ist es möglich, dass die Sänger oder Spieler einander gegenübersitzen und in den entgegengesetzten Ecken desselben Notenblattes zu beginnen haben.
- Laufen mehrere Kanons gleichzeitig ab, so entsteht ein Mehrfachkanon. Je nach der Anzahl der übereinander gelagerten Kanons spricht man von Doppelkanon, Tripelkanon, Quadrupelkanon etc. Extrembeispiele für diese Technik sind zwei Quadrupelkanons: das 24-stimmige Qui habitat in adjutorio von Josquin (je 6 aus 4 notierten Stimmen) und das 36-stimmige Deo Gratias von Ockeghem (je 9 aus 4 notierten Stimmen). Auch von Mozart ist mindestens ein Mehrfachkanon überliefert, in dem drei vierstimmige Chöre hintereinander einsetzen.
- Gibt es verschiedene Möglichkeiten, einen Kanon aufzuführen, handelt es sich um einen polymorphen Kanon.
- Bei einem Rätselkanon wird nur das musikalische Material in einer Zeile notiert, aber Kanonart und Einsätze müssen von den Ausführenden selbst herausgefunden werden. Dabei ist es üblich, dass dem Rätselkanon ein ebenfalls rätselhafter textlicher Hinweis beigegeben ist.

## Berühmte Kanons
- Sumer is icumen in, das älteste in der europäischen Musikgeschichte überlieferte Beispiel
- Frère Jacques (Bruder Jakob)
- Le coq est mort (Der Hahn ist tot)
- Uhrenkanon
- Hejo, spann den Wagen an
- O wie wohl ist mir am Abend
- Froh zu sein bedarf es wenig
- Kookaburra (Kookaburra sits in the old gum tree) ist ein beliebtes Kinderlied Australiens.
- Beispiel für ein bekanntes Kanon-Quodlibet ist die kanonische Überlagerung der Volkslieder-Kanons gleicher metrischer Struktur C-a-f-f-e-e („… trink nicht so viel Kaffee!“), Himmel und Erde müssen vergeh’n und Es tönen die Lieder („… der Frühling kehrt wieder“).[3][4] Auch die Kanons Heut’ kommt der Hans zu mir („… freut sich die Lies’“),[5][6] Lasst uns jauchzen, lasst uns singen und Drei Gäns im Haberstroh[7] sowie das Volkslied Hab’ mein’ Wage vollgelade[8][6] wurden zum Quodlibet kombiniert.
- Ein bekanntes Beispiel für einen Spiralkanon ist Mir lächelt kein Frühling von Johannes Brahms.[9]

Beispiele für instrumentale Kanons:
- Canon und Gigue von Johann Pachelbel, ein durchkomponierter Kanon von drei Violinen über einem Generalbass-Ostinato, gefolgt von einem Tanzsatz
- Canonische Veränderungen über „Vom Himmel hoch“ BWV 769 von Johann Sebastian Bach
- 6 kanonische Sonaten TWV 40 No. 118–123 von Georg Philipp Telemann
- Sonata Canonica … GWV 216 von Christoph Graupner

### Notensammlungen
- Bernhard Hoffmann, Christoph Lehmann: Mein Kanonbuch. tvd, Düsseldorf 1995, ISBN 3-926512-03-2.[10]
- Hans Jaskulski (Hrsg.): Das Kanonbuch. 400 Kanons aus 8 Jahrhunderten zu allen Gelegenheiten. Schott, Mainz 1999, ISBN 3-7957-5374-0.
- Fritz Jöde: Der Kanon. Ein Singbuch für alle. Gesamtband. Möseler, Wolfenbüttel 1925 u. ö., ISBN 3-7877-1030-2 (Teil 1: Von den Anfängen bis Bach. Teil 2: Von der Mitte des 18. Jahrhunderts bis Cherubini. Teil 3: Von der Mitte des vorigen Jahrhunderts bis zur Gegenwart).
- Frauke Schmitz-Gropengießer (Hrsg.): Froh zu sein bedarf es wenig. Kanonlieder (= Reclam UB. 19068). Reclam, Stuttgart 2013, ISBN 978-3-15-019068-5.
- Ralf Schöne (Hrsg.): Erhebt euch, Sänger, von den Sitzen – 58 Kanons für Sängerinnen und Sänger. Verband Deutscher KonzertChöre, Weimar 2011, ISBN 978-3-929698-08-4.

### Sekundärliteratur
- Guido Johannes Joerg: ,...e fra i colpi d'un doppio can(n)one spalancato è il mio cuore di già‘ – Kanone, Kanon und Pseudokanon bei Rossini & Co. In: Rossini in Wien – Tagungsband zur Internationalen Konferenz (Wien, 24.–26. März 2022), Leipzig 2024.[11] Wesentlich erweiterte Buchausgabe: Guido Johannes Joerg, Kanone, Kanon & Pseudokanon – Kanone (cannone), Kanon (canone) und Pseudokanon (falso canone) bei Rossini, Beethoven, Salieri und Konsorten. – Norderstedt 2025. – 102 S. (odiug noitide 004), ISBN 978-3-7693-1091-7.[12]
- Michael Lamla: Kanonkünste im barocken Italien, insbesondere in Rom. Berlin 2003, ISBN 3-89825-556-5.
- Alexander Rausch: Kanon (Canon). In: Oesterreichisches Musiklexikon. Online-Ausgabe, Wien 2002 ff., ISBN 3-7001-3077-5; Druckausgabe: Band 2, Verlag der Österreichischen Akademie der Wissenschaften, Wien 2003, ISBN 3-7001-3044-9.